# エルヴィル・ラヒミッチ
エルヴィル・ラヒミッチ（Elvir Rahimić、1976年4月4日 - ）は、ボスニア・ヘルツェゴビナの元サッカー選手。ポジションは、ミッドフィールダー。

## 経歴

### クラブ
1994年、NKボスナでプロとしてのキャリアをスタートさせる。その後、スロベニア、オーストリアでのプレーを経て、1999年にロシアへ渡る。2001年、強豪PFC CSKAモスクワへ移籍をした。CSKAではレギュラーとして出場し、数々のタイトル獲得に貢献をした。2013年1月からはコーチを兼任しているが、同年10月には守備的MFに負傷者が相次いだこともあり、2012年10月のカップ戦以来、約1年ぶりに公式戦に出場した。国内リーグでは2012年4月以来。
チームメートからは「パパ」の愛称で呼ばれている。

### 代表
代表デビューは31歳58日とかなり遅く、ボスニア・サッカー協会幹部との対立で当時の主力メンバーを含む13人が代表から離脱したことを機に、2007年6月2日のトルコ戦（EURO2008予選）で初招集された。現在、クラブでの出場機会は少ないものの、2011年3月26日に行われたUEFA欧州選手権2012予選のルーマニア戦ではフル出場を果たすなど、35歳になった今でもボスニア代表として活躍している。

## 所属クラブ
- NKボスナ 1994-1997
- NKインテルブロック・リュブリャナ 1997
- SKフォルヴェルツ・シュタイアー 1998
- FCアンジ・マハチカラ 1999-2001
- PFC CSKAモスクワ 2001-2014

## 獲得タイトル
PFC CSKAモスクワ
- ロシアサッカー・プレミアリーグ：5回 (2003, 2005, 2006, 2012-13, 2013-14)
- ロシア・カップ：7回 (2002, 2005, 2006, 2008, 2009, 2011, 2013)
- ロシア・スーパーカップ：5回 (2004, 2006, 2007, 2009, 2013)
- UEFAカップ：1回 (2005)